# Saturnin
Lucije Antonije Saturnin je bio upravitelj "Gornje Germanije" za vladavine rimskog cara Domicijana protiv kojeg se 89. i pobunio. Pobunu je ubrzo ugušio Domicijanov general Lucije Appije Maxim. Domicijan je dao pogubiti Saturnina i mnoge druge, postavivši njihove glave na rostri u Rimu.